# Charakterystyka skokowa
Charakterystyka skokowa, odpowiedź skokowa – w teorii sterowania, jedna z charakterystyk czasowych, która wraz z charakterystyką impulsową oraz charakterystykami częstotliwościowymi stanowi podstawowy opis działania układu regulacji.
Charakterystyka skokowa to odpowiedź układu na wymuszenie w postaci skoku jednostkowego przy zerowych warunkach początkowych. Dla wymuszenia w postaci skoku jednostkowego:
{\displaystyle 1(t)={\begin{cases}0&\mathrm {dla} \ t<0\\[2pt]1&\mathrm {dla} \ t>=0\end{cases}},}
o transformacie Laplace’a:
{\displaystyle {\mathcal {L}}\left\{1(t)\right\}={\frac {1}{s}},}
otrzymujemy:
{\displaystyle Y(s)={\frac {G(s)}{s}},}
gdzie {\displaystyle Y(s)} to transformata Laplace’a sygnału na wyjściu z obiektu opisanego transmitancją {\displaystyle G(s),} a stąd:
{\displaystyle y(t)={\mathcal {L}}^{-1}\left\{{\frac {G(s)}{s}}\right\}=\int \limits _{0}^{t}{g(\tau )d\tau }=h(t),}
gdzie {\displaystyle h(t)} oznacza charakterystykę skokową.
Charakterystyka skokowa przedstawia przebieg sygnału wyjściowego układu w stanie nieustalonym.